# Al-Kaum al-Achdar
Al-Kaum al-Achdar – miejscowość w Egipcie, w muhafazie Al-Minja, w dystrykcie Maghagha. W 2006 roku liczyła 4164 mieszkańców.